# WTA 125K 2016
WTA 125K 2016 představoval pátý ročník mezinárodních tenisových turnajů v rámci série WTA 125, střední úrovně ženského profesionálního tenisu organizované Ženskou tenisovou asociací (WTA). Podle plánu měl okruh poprvé zahrnovat osm turnajů, z nichž však dva byly zrušeny. Po dvou událostech se konalo v Asii, na evropském kontinentu a ve Spojených státech. Série probíhala od 14. března do 21. listopadu 2016. Každý turnaj měl celkový rozpočet 125 000 dolarů, což odráželo pojmenování okruhu.
Po skončení sezóny 2015 došlo k přeřazení nančchangského turnaje Jiangxi International Women's Tennis Open do kvalitativně vyšší úrovně WTA International. Novými akcemi pro sezónu 2016 se staly události v texaském San Antoniu, newyorském West Hempsteadu a chorvatském Bolu, kde došlo k obnovení antukového Croatian Bol Open, naposledy předtím hraného v roce 2003. Následně však došlo ke zrušení turnaje ve West Hempsteadu. Pořadatelství další akce v kalifornském Carlsbadu bylo přesunuto na havajský ostrov Oahu. Důsledkem úmrtí thajského krále Pchúmipchona Adunjadéty v říjnu 2016 bylo zrušení thajského turnaje v Hua Hinu pro tradici zákazu konání sportovních akcí v měsíci po skonu monarchy.
Nejvíce titulů vybojovala lucemburská hráčka Mandy Minellaová, když jako jediná vyhrála po jednom singlovém i deblovém titulu.

## Přehled turnajů
| Týden od      | Turnaj | Vítězky                                                      | Finalistky                                       | Semifinalistky                         | Čtvrtfinalistky                                                                |
| ------------- | --- | ------------------------------------------------------------ | ------------------------------------------------ | -------------------------------------- | ------------------------------------------------------------------------------ |
| 14. března    | San Antonio Open San Antonio, Spojené státy americké 125 000 $ – tvrdý 32 dvouhra/8 čtyřhra                | Misaki Doiová 6–4, 6–2                                       | Anna-Lena Friedsamová                            | Alison Riskeová Cvetana Pironkovová    | Darja Gavrilovová Ana Konjuhová Donna Vekićová Samantha Crawfordová            |
| 14. března    | San Antonio Open San Antonio, Spojené státy americké 125 000 $ – tvrdý 32 dvouhra/8 čtyřhra                | Anna-Lena Grönefeldová Nicole Melicharová 6–1, 6–3           | Klaudia Jansová-Ignaciková Anastasia Rodionovová | Alison Riskeová Cvetana Pironkovová    | Darja Gavrilovová Ana Konjuhová Donna Vekićová Samantha Crawfordová            |
| 9. května     | Empire State Open West Hempstead, Spojené státy americké 125 000 $ – antuka 32 dvouhra/16 kval./16 čtyřhra | zrušeno                                                      | zrušeno                                          | zrušeno                                | zrušeno                                                                        |
| 30. května    | Bol Open Bol, Chorvatsko 125 000 $ – antuka 32 dvouhra/6 kval./12 čtyřhra                                  | Mandy Minellaová 6–2, 6–3                                    | Polona Hercogová                                 | Nao Hibinová Ana Konjuhová             | Kristína Kučová Stefanie Vögeleová Tereza Mrdežová Marina Erakovicová          |
| 30. května    | Bol Open Bol, Chorvatsko 125 000 $ – antuka 32 dvouhra/6 kval./12 čtyřhra                                  | Xenia Knollová Petra Martićová 6–3, 6–2                      | Ioana Raluca Olaruová İpek Soyluová              | Nao Hibinová Ana Konjuhová             | Kristína Kučová Stefanie Vögeleová Tereza Mrdežová Marina Erakovicová          |
| 5. září       | Dalian Women's Tennis Open Ta-lien, Čína 125 000 $ - tvrdý 32 dvouhra/16 kval./16 čtyřhra                  | Kristýna Plíšková 7–5, 4–6, 2–5skreč                         | Misa Egučiová                                    | Grace Minová Chan Sin-jün              | Wang Čchiang Julia Glušková Wang Ja-fan Aleksandra Krunićová                   |
| 5. září       | Dalian Women's Tennis Open Ta-lien, Čína 125 000 $ - tvrdý 32 dvouhra/16 kval./16 čtyřhra                  | Lee Ya-hsuan Kotomi Takahatová 6–2, 6–1                      | Niča Lertpitaksinčajová Jessy Rompiesová         | Grace Minová Chan Sin-jün              | Wang Čchiang Julia Glušková Wang Ja-fan Aleksandra Krunićová                   |
| 7. listopadu  | Hua Hin Championships Hua Hin, Thajsko 125 000 $ – tvrdý 32 dvouhra/16 kval./16 čtyřhra                    | zrušeno                                                      | zrušeno                                          | zrušeno                                | zrušeno                                                                        |
| 14. listopadu | OEC Taipei WTA Challenger Tchaj-pej, Tchaj-wan 125 000 $ – koberec (hala) 32 dvouhra/16 kval./16 čtyřhra   | Jevgenija Rodinová 6–4, 6–3                                  | Čang Kchaj-čen                                   | Marina Erakovicová Olga Govorcovová    | Luksika Kumkhumová Tatjana Mariová Ashleigh Bartyová Vitalija Ďjačenková       |
| 14. listopadu | OEC Taipei WTA Challenger Tchaj-pej, Tchaj-wan 125 000 $ – koberec (hala) 32 dvouhra/16 kval./16 čtyřhra   | Natela Dzalamidzeová Veronika Kuděrmetovová 4–6, 6–3, [10–5] | Čang Kchaj-čen Čuang Ťia-žung                    | Marina Erakovicová Olga Govorcovová    | Luksika Kumkhumová Tatjana Mariová Ashleigh Bartyová Vitalija Ďjačenková       |
| 14. listopadu | Open de Limoges Limoges, Francie 125 000 $ – tvrdý (hala) 32 dvouhra/16 kval./8 čtyřhra                    | Jekatěrina Alexandrovová 6–4, 6–0                            | Caroline Garciaová                               | Natalja Vichljancevová Alizé Cornetová | Donna Vekićová Tamara Korpatschová Maryna Zanevská Stefanie Vögeleová          |
| 14. listopadu | Open de Limoges Limoges, Francie 125 000 $ – tvrdý (hala) 32 dvouhra/16 kval./8 čtyřhra                    | Mandy Minellaová Elise Mertensová 6–4, 6–4                   | Anna Smithová Renata Voráčová                    | Natalja Vichljancevová Alizé Cornetová | Donna Vekićová Tamara Korpatschová Maryna Zanevská Stefanie Vögeleová          |
| 21. listopadu | Hawaii Tennis Open Honolulu, Spojené státy americké 125 000 $ – tvrdý 32 dvouhra/16 kval./8 čtyřhra        | Catherine Bellisová 6–4, 6–2                                 | Čang Šuaj                                        | Jevgenija Rodinová Jacqueline Caková   | Samantha Crawfordová Sachia Vickeryová Sara Sorribesová Tormová Sabine Lisická |
| 21. listopadu | Hawaii Tennis Open Honolulu, Spojené státy americké 125 000 $ – tvrdý 32 dvouhra/16 kval./8 čtyřhra        | Eri Hozumiová Miju Katová 6–7(3–7), 6–3, [10–8]              | Nicole Gibbsová Asia Muhammadová                 | Jevgenija Rodinová Jacqueline Caková   | Samantha Crawfordová Sachia Vickeryová Sara Sorribesová Tormová Sabine Lisická |

## Rozpočet a body
Celková dotace událostí činila 125 000 dolarů, což odrážel název série. Ubytování a stravování – tzv. hospitality, byly na turnajích automaticky zajištěny organizátory. Šampiónka dvouhry a každá z vítězek čtyřhry si připsala 160 bodů, finalistky pak 95 bodů.
| Rozpis bodů | Rozpis bodů | Rozpis bodů | Rozpis bodů    | Rozpis bodů     | Rozpis bodů | Rozpis bodů | Rozpis bodů | Rozpis bodů | Rozpis bodů |
| Soutěž      | vítězky     | finalistky  | semifinalistky | čtvrtfinalistky | 16 v kole   | 32 v kole   | Q           | Q2          | Q1          |
| ----------- | ----------- | ----------- | -------------- | --------------- | ----------- | ----------- | ----------- | ----------- | ----------- |
| dvouhra     | 160         | 95          | 57             | 29              | 15          | 1           | 6           | 4           | 1           |
| čtyřhra     | 160         | 95          | 57             | 29              | 1           | —           | —           | —           | —           |

## Přehled titulů

### Tituly podle tenistek
| celkem | tenistka                       | dvouhra | čtyřhra | dvouhra | čtyřhra |
| ------ | ------------------------------ | ------- | ------- | ------- | ------- |
| 2      | Mandy Minellaová (LUX)         | ●       | ●       | 1       | 1       |
| 1      | Jekatěrina Alexandrovová (RUS) | ●       |         | 1       | 0       |
| 1      | Catherine Bellisová (USA)      | ●       |         | 1       | 0       |
| 1      | Misaki Doiová (JPN)            | ●       |         | 1       | 0       |
| 1      | Kristýna Plíšková (CZE)        | ●       |         | 1       | 0       |
| 1      | Jevgenija Rodinová (RUS)       | ●       |         | 1       | 0       |
| 1      | Natela Dzalamidzeová (RUS)     |         | ●       | 0       | 1       |
| 1      | Anna-Lena Grönefeldová (GER)   |         | ●       | 0       | 1       |
| 1      | Eri Hozumiová (JPN)            |         | ●       | 0       | 1       |
| 1      | Miju Katová (JPN)              |         | ●       | 0       | 1       |
| 1      | Xenia Knollová (SUI)           |         | ●       | 0       | 1       |
| 1      | Veronika Kuděrmetovová (RUS)   |         | ●       | 0       | 1       |
| 1      | Lee Ya-hsuan (TPE)             |         | ●       | 0       | 1       |
| 1      | Petra Martićová (CRO)          |         | ●       | 0       | 1       |
| 1      | Nicole Melicharová (USA)       |         | ●       | 0       | 1       |
| 1      | Elise Mertensová (BEL)         |         | ●       | 0       | 1       |
| 1      | Kotomi Takahatová (JPN)        |         | ●       | 0       | 1       |

### Tituly podle státu
| Celkem | stát                   | dvouhra | čtyřhra |
| ------ | ---------------------- | ------- | ------- |
| 3      | Rusko                  | 2       | 1       |
| 3      | Japonsko               | 1       | 2       |
| 2      | Lucembursko            | 1       | 1       |
| 2      | Spojené státy americké | 1       | 1       |
| 1      | Česko                  | 1       | 0       |
| 1      | Belgie                 | 0       | 1       |
| 1      | Čínská Tchaj-pej       | 0       | 1       |
| 1      | Chorvatsko             | 0       | 1       |
| 1      | Německo                | 0       | 1       |
| 1      | Švýcarsko              | 0       | 1       |